# Palintonus austeni
Palintonus austeni är en tvåvingeart som först beskrevs av Paramonov 1949.  Palintonus austeni ingår i släktet Palintonus och familjen svävflugor. Inga underarter finns listade i Catalogue of Life.